# Rudolf Seck
Joachim Rudolf Seck (* 15. Juli 1908 in Bunsoh; † 4. Juni 1974 in Flensburg) war ein deutscher SS-Unterführer während des Zweiten Weltkrieges.

## Leben
Seck wuchs auf dem elterlichen Bauernhof auf. 1931 trat er der NSDAP und der SS bei. 1933 wurde er in die Leibstandarte SS Adolf Hitler aufgenommen und erreichte dort den Dienstgrad eines Unterscharführers. 1934 schied er aus dem SS-Dienst aus und arbeitete wieder auf dem elterlichen Hof und übernahm diesen 1937. Er heiratete 1935. 1939 wurde er zur Waffen-SS einberufen und nahm Mitte 1940 am Frankreich-Feldzug teil, wurde danach wieder entlassen. Anfang 1941 wurde Seck zu einem landwirtschaftlichen Lehrgang der SS nach Schmiedeberg einberufen. Im August 1941 wurde er zum  Einsatzkommando 2 beim Kommandeur der Sicherheitspolizei im eroberten Riga versetzt. 
Seck war von August 1941 bis Juli 1944 Kommandant des Lagers Jungfernhof. Bei der SS erhielt er den Rang eines SS-Oberscharführers. Er nahm auch an der Bekämpfung von Partisanen im Baltikum und Weißrussland teil.
Von Rudolf Lange erhielt Seck den Auftrag, das Gut Jungfernhof als Lager zu verwalten. Bis zum Frühjahr 1942 stieg die Zahl der Häftlinge im Lager auf 4.000. Die Todesstrafe wurde im Lager Jungfernhof von Seck schon für kleine Vergehen wie Diebstahl, Tausch und illegale Abwesenheit aus dem Lager verhängt. Laut einem Zeugen erschoss Seck persönlich am 16. Januar 1942 einen kranken Häftling. Laut einem Zeugen, Ernest Haas, der im Dezember 1941 mit seiner Familie nach Jungfernhof deportiert wurde, teilte ihnen Seck zur Begrüßung mit, dass er schon tausende Juden getötet hätte und es ihm egal wäre, ob noch ein paar hinzu kämen.
Um im Lager Landwirtschaft zu betreiben, regte Seck an, die Anzahl der Häftlinge deutlich zu reduzieren. Im Februar 1942 legte eine Anweisung von Rudolf Lange die künftige Zahl auf 440 fest. Seck beauftragte daraufhin den Lager-Ältesten Lore Kleemann eine Liste zu erstellen, wobei Seck persönlich die Häftlinge auswählte, die im Lager verbleiben sollten. Die ausgewählten Häftlinge waren vornehmlich für landwirtschaftliche oder handwerkliche Arbeiten geeignet. Die nicht ausgewählten Häftlinge wurden ab dem 26. März 1942 aus dem Lager abtransportiert. Unter ihnen waren alte und kranke Häftlinge, Kinder unter 13 bis 14 Jahren mit ihren Müttern und Häftlinge über 46 bis 50 Jahren. Den Häftlingen wurde mitgeteilt, dass sie nach Dünamünde transportiert würden, um in einer Konservenfabrik zu arbeiten. Sämtliche selektierten Häftlinge wurden im Wald von Biķernieki bei Riga erschossen.
Laut dem jüdischen Häftling Joseph Bermann aus Ventspils, der mit der Reinigung des Dienstwagens von Seck beauftragt war, hatte Seck engen Kontakt mit Lange. Seck machte es sich zur Gewohnheit, sich mit Lange bei der Ankunft von Transporten aus Deutschland, Österreich oder der Tschechoslowakei am Bahnhof von Šķirotava zu treffen. Die Deportierten wurden direkt vom Bahnhof Šķirotava in das Ghetto Riga, in das Lager Jungfernhof oder das Polizeigefängnis und Arbeitserziehungslager Salaspils geschickt. Unklar bleibt, wie viele der 15.073 auf den Transportlisten verzeichneten deutschen Juden tatsächlich aufgenommen wurden; wahrscheinlich sind viele Deportierte sofort nach ihrer Ankunft im Wald von Biķernieki oder im Wald von Rumbula erschossen worden.
Im Mai 1945 wurde Seck in britische Internierungshaft genommen und sollte wegen der Beteiligung an den Judenverfolgungen in Lettland vor ein britisches Militärgericht gestellt werden, wozu es allerdings nicht kam. Im Januar 1949 wurde er aus der Internierungshaft entlassen, wurde aber im Mai 1949 erneut in Untersuchungshaft genommen und am 8. Juli 1949 vom Spruchgericht Bergedorf zu zehn Jahren Gefängnis verurteilt.  
Vor dem Landgericht Hamburg berief sich Seck 1951 darauf, dass er weder wusste noch ahnte, dass die selektierten Häftlinge getötet werden sollten. Keiner der beim Prozess gehörten Zeugen konnte Auskunft zum Verbleib der selektierten Häftlingen vom 26. März 1942 geben. Sie konnten nur davon berichten, was Letten den verbliebenen jüdischen Häftlingen in Jungfernhof erzählten. Seck wurde für die Selektion von 1.600 bis 1.700 Juden sowie deren Exekution im Wald von Biķernieki, der sogenannten Aktion Dünamünde durch das Landgericht Hamburg am 29. Dezember 1951 zu lebenslanger Haft verurteilt. Er verbüßte seine Haft bis zum 7. Juli 1964 im Zuchthaus Hamburg-Fuhlsbüttel und wurde dann entlassen.